# Eszter Siti
Eszter Ágnes Siti, född 12 november 1977 i Nagykanizsa, Ungern, är en ungersk före detta handbollsspelare, numera tränare.

## Klubblagskarriär
Siti började spela handboll 1987 i sin födelseort Nagykanizsai Olajbányász. Från 1992 spelade hon för Vasas SC. Två säsonger senare flyttade hon till Ferencváros i Budapest.  Med Ferencvárosi TC vann hon både det ungerska mästerskapet och den ungerska cupen 1996 och 1997. Efter att ha spelat för  Vác säsongen 1998–1999 återvände Siti till Ferencváros. Med klubben vann hon det ungerska mästerskapet 2000 och 2002 och den ungerska cupen 2001 och 2003.
Siti flyttade sedan till den danska klubben FCK Håndbold inför säsongen 2003–2004, där hon spelade till 2006. Hon värvades efter detta av RK Krim. Med Krim vann hon den nationella dubbeln 2007 och 2008. Säsongen 2008/2009 var hon åter i Ungern i klubben Fehérép Alcoa FKC (=  Fehérvár KC) och avslutade sedan karriären. Siti gjorde comeback 2012 för Fehérvár KC och spelade två säsonger till. Hon avslutade sedan sin karriär definitivt.

## Landslagskarriär
Siti debuterade för det ungerska landslaget den 22 november 2000 i en landskamp mot Slovakien. Med Ungern vann hon guldmedaljen vid EM 2000, silvermedaljen vid VM 2003, bronsmedaljen vid EM 2004 och bronsmedaljen vid VM 2005. Hon deltog även vid OS 2004. Den 18 augusti 2007 spelade hon sin sista av 133 landskamper. Hon gjorde 274 mål i landslaget.

## Tränarkarriär
Siti började som ungdomstränare i Fehérvár KC  direkt efter att hennes karriär slutade.  Från mars 2016/2016 tills hon födde barn året därpå fungerade hon som assisterande tränare för klubbens representationslag. År 2020 till 2022 tog hon åter över som assisterande för Fehérvárs damlag.

## Meriter i klubblag
- Nemzeti Bajnokság (ungerska ligan)
  -  1996, 1997, 2000, 2002
- Magyar Kupa (ungerska cupen)
  -  1996, 1997, 2001, 2003
- Slovenska mästerskapet:
  -  2007, 2008
- Slovenska cupen:
  -  2007, 2008